# Processo triplo-alfa
O processo triplo alfa é o processo pelo qual três núcleos de hélio (partículas alfa) se transformam em um núcleo de carbono.
Esta reação nuclear de fusão só ocorre a velocidades elevadas a temperaturas acima de 100 milhões de kelvin e em núcleos estelares com uma grande abundância de hélio. Portanto, este processo só é possível nas estrelas mais velhas, onde o hélio produzido pela cadeia próton-próton e pelo ciclo CNO se tenha acumulado no núcleo. Quando todo o hidrogênio presente se tenha consumido, o núcleo se colapsa até que se alcançam as temperaturas necessárias para iniciar a fusão do hélio:
4He + 4He ↔ 8Be
8Be + 4He ↔ 12C + γ + 7.367 MeV
A energia líquida liberada no processo é de 7.275 MeV.
O 8Be produzido durante a primeira etapa é muito instável e decai outra vez em dois núcleos de hélio em 2.6·10−16 segundos. De todas as formas, nas condições nas que se fusiona o hélio sempre há pequenas quantidades de 8Be presentes em equilíbrio; a captura de outro átomo de hélio dá lugar ao 12C. O processo global de conversão de três partículas alfa em um núcleo de 12C se denomina processo triplo alfa.
Já que o dito processo é improvável, devido à escassa quantidade de 8Be presente em um momento dado, se necessita de um longo tempo para formar carbono. Como consequência não se produziu carbono durante o Big Bang, já que a temperatura diminuiu a níveis inferiores aos requeridos para que se dê esta reação.
Normalmente, a probabilidade de que se dê o processo triplo alfa deveria ser extremadamente pequena.  Mas o nível energético inferior do berílio-8 tem exatamente a mesma energia que duas partículas alfa,  e na segunda etapa, o 8Be e o 4He tem exatamente a mesma energia que o estado excitado do 12C.  Estas ressonâncias incrementam substancialmente as possibilidades de que uma partícula alfa incidente se combine com um núcleo de berílio-8 para dar lugar a um núcleo de carbono. A existência desta ressonância foi prevista por Fred Hoyle antes de que se desse conta realmente de sua necessidade para que se forme carbono.
Uma reação secundária do processo é a fusão de um núcleo de carbono-12 com outra partícula alfa para dar 16O estável, com liberação de energia em forma de radiação gama:
12C + 4He → 16O + γ
A seguinte etapa onde o oxigênio formado se combina com outra partícula alfa para dar lugar ao neônio é mais difícil, devido às regras de spin nuclear, e portanto não podem formar-se elementos mais pesados por esta via.
Como resultado destas reações, se formam grandes quantidades de carbono e oxigênio mas só frações diminutas destes se transformam em neônio e outros núcleos mais pesados, sendo portanto estes dois os principais produtos da fusão do hélio. As ressonâncias nucleares que dão lugar a tais quantidades de carbono e oxigênio se citam geralmente como evidência do princípio antrópico.
As reações de nucleossíntese por fusão nuclear só produzem elementos até o 56Fe, o núcleo atômico mais estável; os elementos mais pesados se produzem por processos captura neutrônica. A captura lenta, o processo S, produz aproximadamente a metade destes elementos.  A outra metade se produz no processo R ou captura rápida, processo que provavelmente tenha lugar no núcleo das supernovas de colapso (tipo II).

## Taxa de reação e evolução estelar
O processo triplo alfa depende fortemente da temperatura e da densidade do material estelar. A energia liberada nesta reação é aproximadamente proporcional a T30 e ao quadrado da densidade.  Em comparação, as cadeias próton-próton (PP) liberam energia proporcionalmente à quarta potência da temperatura e em proporção direta à densidade.
Esta forte dependência da temperatura têm consequências na última etapa da evolução estelar, a de gigante vermelha.
Para massas estelares menores, o hélio acumulado no núcleo preveem do colapso estelar mediante a pressão de degeneração eletrônica (ver Princípio de exclusão de Pauli). Portanto, o volume do núcleo depende só da densidade e não da pressão.  Uma consequência deste fato é que uma vez que uma estrela pequena tenha chegado a este estado, só pode aumentar a temperatura do núcleo até que se chega ao ponto de ignição do hélio. Já que a velocidade deste processo depende fortemente da temperatura, e sem uma expansão estelar que a diminua, tal velocidade aumenta exponencialmente, consumindo-se de 60 a 80% do hélio presente em poucos minutos. Nesse momento se liberam quantidades imensas de energia quando a alta temperatura provoca a expansão repentina da estrela, dando lugar ao chamado "flash de hélio". Este processo só se dá em estrelas de massa menor que 1,4 MSol, p limite de Chandrasekhar.
Em estrelas mais massivas, a fusão do hélio se dá em uma camada que rodeia a um núcleo degenerado de carbono. Já que a camada onde se funde o hélio não está degenerada, a energia liberada aumenta a temperatura e obriga a estrela a expandir-se. A expansão provoca uma redução da temperatura que impede a fusão do hélio, colapsando-se a estrela de novo, aumentando a temperatura e começando o ciclo outra vez.  Estes ciclos provocam que a estrela se transforme em uma variável com grandes oscilações de brilho, e em consequência se perdem grandes quantidades de massa das partes externas em cada ciclo, devido à pouca intensidade do campo gravitacional nas regiões mais externas.

## Descobrimento
O processo triplo alfa depende fortemente da ressonância energética entre o núcleo de carbono-12 e os núcleos de berílio-8 e hélio-4. Em 1952 se desconheciam tais valores, e o astrofísico Fred Hoyle usou o fato de que exista tal quantidade de carbono-12 no universo como evidência da existência de tal ressonância.  Hoyle mostrou suas ideias ao físico nuclear Willy A. Fowler, o qual admitiu que esse nível energético não se obteria tendo em conta os trabalhos anteriores sobre o carbono-12. Após algumas revisões por parte de seu grupo de pesquisas no Kellogg Radiation Laboratory do California Institute of Technology, descobriram uma ressonância de cerca de 7.65 MeV.
Desde então, seguidas revisões de tais resultados têm sido apresentadas.
A existência do carbono-12 nas quantidades existentes no universo faz parte das questões envolvidas no chamado princípio antrópico.